# Cécile Raynal
Cécile Raynal (née en 1966) est une danseuse et sculptrice française.

## Biographie
Elle obtient en 1991 son DNSEP, à l'École supérieure des beaux-arts de Toulouse , après cinq années d'enseignements qui la conduisent dans les écoles de Perpignan, du Havre, la Wimbledon Arts school de Londres, puis Toulouse.
Elle vit et voyage en Afrique de l'Ouest de 1991 à 1993, entre la Côte d'Ivoire et le Mali, avec de brefs séjours au Burkina Faso et au Ghana, se formant aux danses traditionnelles des pays où elle habite, au sein d'un groupe de musiciens percussionnistes et de danseurs. de retour en France, elle ouvre sa pratique à la danse afro-contemporaine et devient enseignante, puis programmatrice d'un des premiers festival de Danse du Monde, en 2005 pour l'université du Havre. En 2010 elle cesse ses activités de danseuse pour se consacrer exclusivement à la sculpture.
Son atelier est installé en Normandie depuis 1996. Un second atelier situé dans l' Aude, en Occitanie, lui permet de vivre et de travailler depuis 2020 sur les deux régions.
Cécile Raynal convoque depuis de longues années les figures tant animales qu’humaines et fait du déplacement en résidence un des fondements de sa pratique. Ses recherches portent sur le portrait, scrutant les visages comme géographies et lieux de mémoire. La sculpture est son outil pour explorer le monde, entre documentaire et fiction. Elle déplace son atelier dans des lieux enclos, singuliers, que son geste explore à partir de leurs histoires et de leurs habitants.
- Après avoir séjourné dans un lycée, un centre de détention, une maison de retraite, un porte-conteneurs, les trois hôpitaux du CHU de Montréal, l’unité de soins en pédopsychiatrie du CHU de Rouen, puis celle de l’Institut Montsouris à Paris, la sculptrice a passé neuf mois en 2017 dans les réserves du Musée des arts et métiers et au CFA du Cnam à Saint-Denis. En 2019, elle a été invitée à explorer les espaces d’un centre social en Normandie, puis d’une maternité lyonnaise. Sur chacun de ces territoires, lieux de travail ou de communautés humaines éphémères, la sculptrice réalise des portraits de personnes qui le désirent, puis à partir de ces figures, prolonge son geste par associations et assemblages pour constituer des installations à caractère narratif. Peu à peu, entre les espaces traversés et l’atelier de l’artiste, l’animal a pris place comme figure omniprésente, "réparatrice, à tout le moins consolatrice" dit la sculptrice. Toutes sortes de figures archétypales, transmises à nos imaginaires dans notre société par les contes et certains ouvrages fondateurs, sont apparues dans ses sculptures, pour constituer un bestiaire sauvage, d’oiseaux, de loups, de renards, de chèvres, de lièvres, de chats, mais aussi d’enfants, de sorcières, de reines et de créatures hybrides.

## Principales expositions
2023
- Double-six, Installation en cours, commande de la ville de Gonneville-la-Mallet (76) - inauguration printemps 2024
- Rêve(s) de filles, exposition au Musée départemental Maurice-Denis, Saint Germain-en-Laye.
- Biennale de sculptures de Montreux (Suisse)

2022
- Winston - Statue de Winston Churchill commandée par la ville de Cap d'Ail (02)
- Rémanences, exposition collective Longueville-sur-Scie (de l'art en ce jardin)

2020-2021
- Monstres – Exposition collective, galerie Berst - Paris
- Le survivant : portrait de Pierre Rolinet, résistant et rescapé du camp du Struthof.
- Les Miettes, travail autour d'un mémorial pour le camp du Struthof, en Alsace
- 'Des Hortensias en hiver - Réalisations des portraits sculptés dans le film de Hélène Rastegard
- Par la peau , exposition chez Nancy Huston
- Un Christ, commande privée

2019
- Petites histoires en Seine, CNAM de Saint-Denis (Seine-Saint-Denis).
- Des oiseaux et des mères, au « 42 de la rue piétonne », Bolbec (Seine-Maritime)[1].
- Galerie J-J Hosftetter, Fribourg, Suisse.

2017-2018
- Petites histoires en réserve, Musée des Arts & Métiers, de mai à septembre 2018 (Paris[2])
- Olympe de Gouges, collection de la fondation du groupe La Dépêche[3]
- Salon d’art contemporain de Toulouse (Haute-Garonne)

2016
- Des bêtes en ce château, château des Terrasses, Cap-d'Ail (Alpes-Maritimes)[4]
- Parcours sculptures d’Évreux (Eure), exposition collective

2015
- Persona,ae, jardins du domaine de la Celle-Saint-Cloud (Yvelines), à l’invitation du ministère des Affaires étrangères.
- Des Ombres d’Alice au Vestibule des pommes, Institut mutualiste Montsouris (Paris[5])

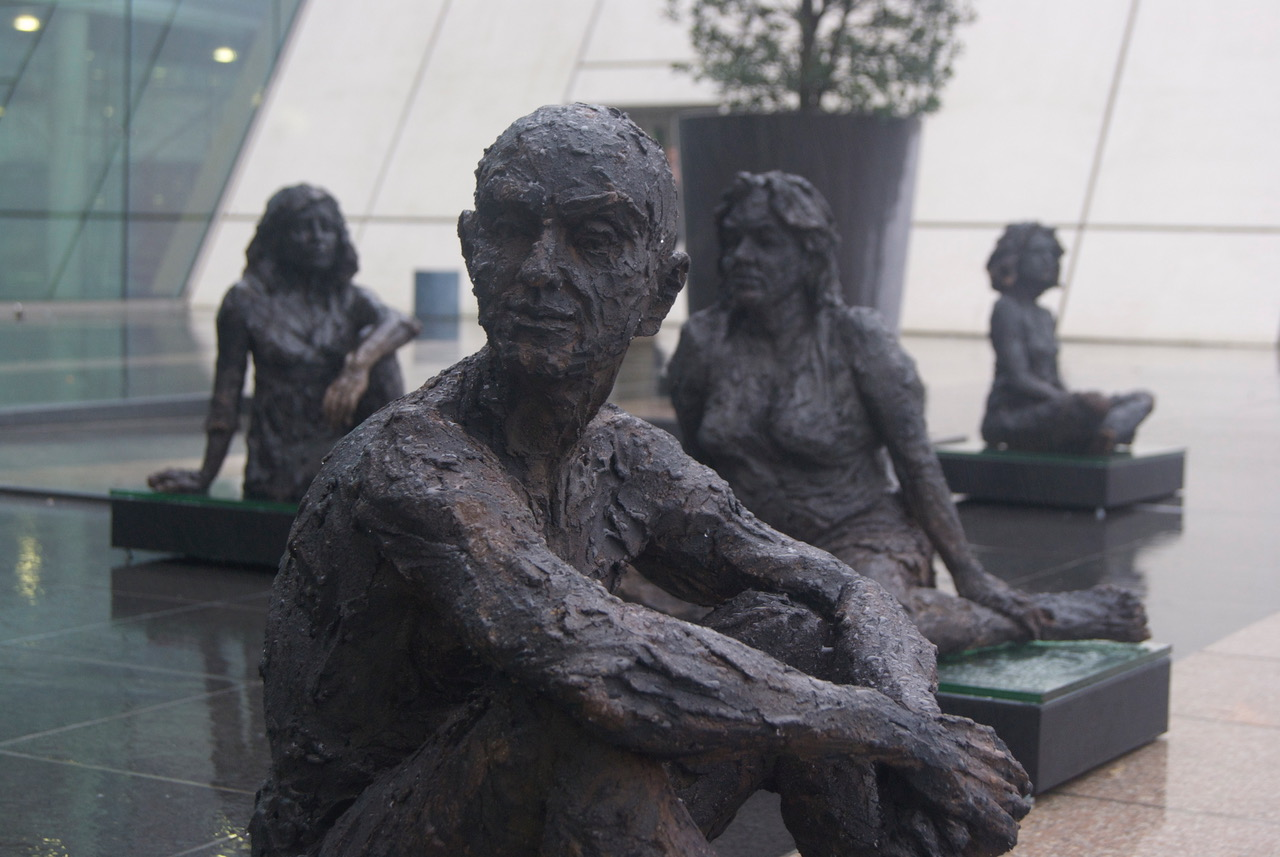
Le déjeuner sans l'herbe

- Le déjeuner sans l'herbeDéjeuner sans l’herbe, Centre d’art contemporain de la Matmut

2014
- So Sorry, Cour d’appel de Caen (Calvados)
- Tant que tournent les roues…, Montréal (Canada)[6]
- Exposition OFI, Fondation d’art contemporain (Paris)
- Travers/ées, exposition plurielle dans différents lieux de la ville de Rouen et ses alentours : Opéra de Rouen, Musée des Beaux-Arts, Chapelle du Pôle des Savoirs, Cour d’appel, CHU de Rouen, HaRoPa – Grand Port Maritime, centre d’art contemporain de la Matmut (Saint-Pierre-de-Varengeville)[7]

2013
- Hommes d’équipage, docks Vauban du Havre (Seine-Maritime), en partenariat avec la Ville du Havre. Pavillon M de la CMA-CGM et Marseille – Capitale de la culture 2013[8]
- Déjeuner sans l’herbe, musée des Beaux-arts d’Évreux dans le cadre du festival Normandie impressionniste, Galerie Le Hangar, Évreux (Eure)
- So Sorry, Cour d’Appel de Caen (Calvados)

2012
- Galerie Le Hangar, Évreux (Eure) – Exposition collective
- Parcours sculpture, musée d’Art, d’Histoire et d’Archéologie d’Évreux (Eure)
- De l’œil des statues, exposition au château du Val-aux-Grès, Bolbec (Seine-Maritime)
- Biennale de Bois-Guilbert (Seine-Maritime), exposition collective

2011
- Autour de l’échelle, château des Terrasses, Cap-d'Ail (Alpes-Maritimes)

2009-2010
- Persona,ae, Centre de détention de Caen (Calvados). Abbaye aux Dames de Caen. CCI du Havre (Seine-Maritime)
- Echelle 1, Abbaye aux Hommes, Caen (Calvados)
- Envisage, avec Sophie Lebel, Théâtre de l'Hôtel de ville du Havre (Seine-Maritime)
- Féminin/pluriel, exposition collective, Galerie Area (Paris)
- Duo de l’herbe, acquisition par la région Normandie pour l’abbaye aux Dames de Caen (Calvados)
- Trio attablé, collection de la Matmut

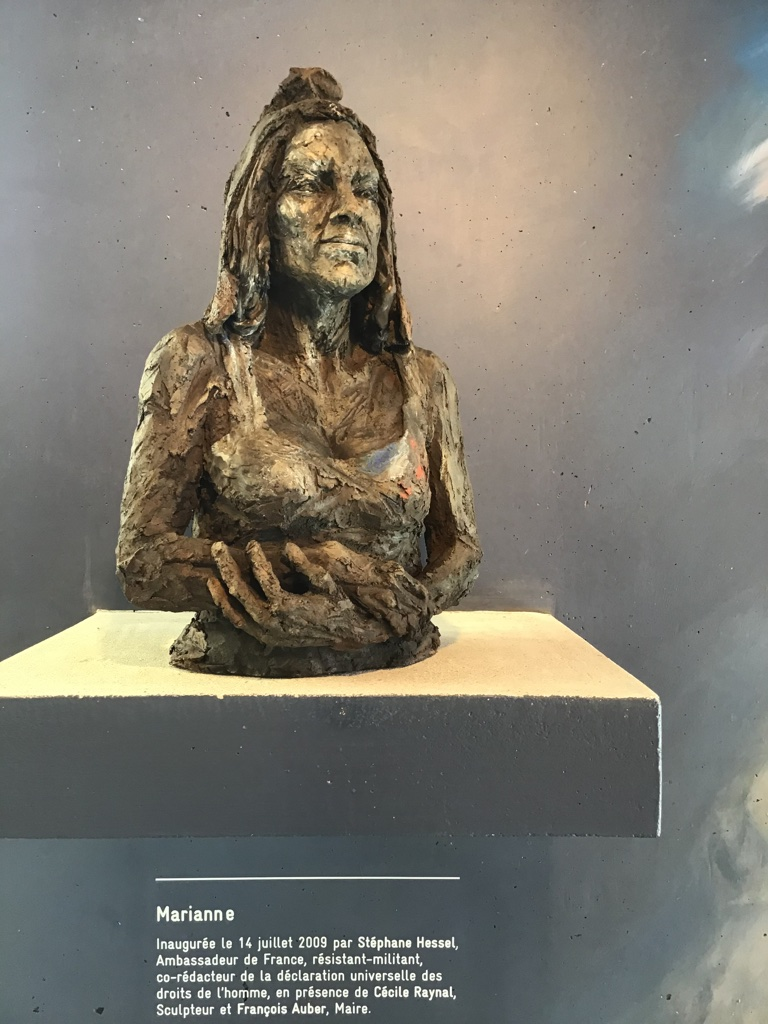
Marianne, Ville de Saint-Jouin-Bruneval, Seine-Maritime

Marianne, inaugurée par Stéphane Hessel dans la mairie de Saint-Jouin-Bruneval (Seine- Maritime)
2008
- Fils de…, Rouen (Seine-Maritime), jardins du CHU
- Portrait à l’échelle, Rouen (Seine-Maritime), espace d’exposition du CHU, porte 10

## Parutions
- Mémoires de braise, éditions Privat, 2018, 192 p.[9]